# Ñāṇavīra Thera
Ñāṇavīra Thera (nacido Harold Edward Musson; 5 de enero de 1920 – 5 de julio de 1965) fue un monje budista teravāda inglés, ordenado en 1950 en Sri Lanka. Es conocido como el autor de Notas sobre Dhamma, que más tarde fueron publicadas por Path Press junto con sus cartas en un volumen titulado Clearing the Path.

## Biografía
Harold Edward Musson nació en un cuartel militar en Aldershot, Inglaterra. Su padre, Edward Lionel Musson, fue capitán en el 1.er Regimiento de Mánchester. Pasó su juventud en los alrededores de Alton, un pequeño pueblo en Hampshire Downs, y fue igualmente influenciado por la cercana ciudad de Aldershot. También es muy probable que el joven Musson pasara algún tiempo en la India o en el sudeste asiático mientras su padre estaba en sus asignaciones militares.
Fue al Wellington College, Berkshire, seguido por el Magdalene College, Cambridge, en 1938, y pasó ese verano aprendiendo italiano en Perugia, Italia. En junio de 1939, rindió examen final de Matemáticas, y en 1940 de Lenguas Modernas (en la que consiguió una "Clase Uno"). Inmediatamente después del estallido de la Segunda Guerra Mundial, en 1939, se alistó en la Artillería Real Territorial. En julio de 1941, fue comisionado 2.º Teniente en el Cuerpo de Inteligencia, donde su conocimiento de las lenguas modernas era un activo importante (era un interrogador). En octubre de 1942, fue ascendido a Teniente, y en abril de 1944, a Capitán Temporal. Su servicio en el extranjero con el Octavo Ejército Británico transcurrió principalmente en Italia, de 1943 a 1946. A pesar de sus antecedentes militares, un conocido de la familia habló de él como "completamente resentido con la guerra", un sentimiento confirmado en una de sus cartas, escrita en 1964 en Ceilán. Incluidos en la carta había algunos comentarios sardónicos en el sentido de que había disfrutado mucho de los viajes antes de su servicio en tiempos de guerra, y que estaba de acuerdo con la clasificación de la inteligencia en tres clases; "humano, animal y militar". Recibió un título de B.A. en Lenguas Modernas y Medievales de la Universidad de Cambridge por seis períodos de estudio universitario junto con tres términos permitidos para el servicio militar.
Cuando terminó la guerra Musson estaba, según su propia cuenta, sin necesidad especial de dinero y muy insatisfecho con su vida. En 1948 vivía en Londres, compartiendo piso con un buen amigo y compañero oficial, Osbert Moore, que se sentía igualmente insatisfecho. Decidieron arreglar sus asuntos en Inglaterra, dejar atrás a la sociedad e ir a Ceilán para convertirse en monjes budistas. En 1949 recibieron la Ordenación de Novicios en el Hermitage de la Isla, Dodanduwa (de Ven. Ñāṇatiloka), y en 1950 la Ordenación Superior como bhikkhus en el monasterio Vajirārāma, Colombo. A Osbert Moore se le dio el nombre monástico de Ñāṇamoli, y a Harold Musson el de Ñāṇavīra.
Ñāṇavīra Thera se inclinó por la vida solitaria y después de unos años en el Hermitage de la Isla fue a una sección remota del sureste de Ceilán, donde vivió solo por el resto de su vida en una habitación hecha de ladrillo y yeso kuti con un techo de tejas, no muy lejos del pueblo de Bundala, en el borde de un gran santuario de aves. Poco después de llegar a Ceilán, contrajo un grave caso de amebiasis que continuó acosándolo durante los siguientes quince años. El clima tropical y la comida local probablemente hayan agravado su salud. Los bhikkhus sólo aceptan alimentos que les ofrecen los laicos, y esta costumbre a menudo los deja con pocas opciones con respecto a su dieta. Murió el 5 de julio de 1965, por su propia mano y decisión deliberada. Ñāṇavīra Thera escribió extensa y cuidadosamente sobre la cuestión del suicidio, que surgió en él debido a la gravedad de la amebiasis y la saciriasis.

## Escrituras
Los escritos de Ñāṇavīra Thera se dividen en dos períodos: de 1950 a 1960 (los primeros escritos), y de 1960 a 1965 (incluidos en Borrar el camino).
Los primeros textos muestran a un hombre que, en su propio pensamiento y discusión con los demás, busca seriamente una manera de acercarse a la esencia de las enseñanzas del Buda mediante repetidas pruebas y errores. [cita requerida] Esta búsqueda finalmente ha dado sus frutos cuando, después de sufrir de amebiasis, Ñāṇavīra Thera afirmó haber alcanzado el sotāpatti, un evento que registró en Pali en su diario privado el 27 de junio de 1959.

"Homenaje al auspicioso, digno, plenamente despertado
En algún momento el monje Nanavira se alojaba en una cabaña forestal cerca de la aldea de Bundala. Fue durante ese tiempo, mientras caminaba arriba y abajo en el primer reloj de la noche, que el monje Nanavira hizo su mente bastante pura de restringir las cosas, y siguió pensando y reflexionando y observando reflexivamente el Dhamma como lo había oído y aprendido, y el ojo claro e inoxidable del Dhamma surgió en él: 'Cualquiera que tenga la naturaleza de surgir , todo lo que tiene la naturaleza de cesar.' Después de haber sido un seguidor de la enseñanza durante un mes, se convirtió en uno alcanzado a la visión correcta".

El que ha "entrado en la corriente" ha abandonado ipso facto la visión de la personalidad (sakkāya-ditthi), que es la visión de sí mismo implícita en la experiencia de un mundo ordinario no libre de ignorancia, y ha entendido el significado esencial de la enseñanza del Buda sobre las Cuatro Verdades Nobles.[cita requerida] Los escritos de Ñāṇavīra Thera después de 1960 expresan este mismo tipo de certeza: no más vagando en la oscuridad, sin más dudas o conjeturas especulativas.[cita requerida]
Como uno de los principales proveedores del budismo a Occidente después de la Segunda Guerra Mundial, Thera tuvo correspondencia personal con Julius Evola y tradujo parte de su trabajo sobre el budismo.

### Escritos tempranos,Buscando el camino(1950–1960)
La parte principal de sus primeros escritos consiste en correspondencia escrita entre Ñāṇavīra y Ñāṇamoli Thera. En ella, los dos monjes ingleses exploran muchos modos de pensamiento occidental (incluida la mecánica cuántica). Esta correspondencia duró hasta 1960, el año de la muerte de Ñānamoli Thera. Poco a poco descubrieron que los pensadores occidentales más relevantes para sus intereses eran los de las escuelas estrechamente aliadas de la fenomenología y el existencialismo, a quienes se consideraban endeudados por eliminar muchas nociones erróneas con las que se habían cargado a sí mismos. Estas cartas dejan clara la naturaleza de esa deuda; también dejan claras las limitaciones que Ñāṇavīra Thera reconoció en esos pensadores. Él insiste en el hecho de que mientras que para ciertas personas su valor puede ser grande, eventualmente uno debe ir más allá de ellos si se quiere llegar a la esencia de la enseñanza del Buda. El existencialismo, entonces, es, en su opinión, un acercamiento a la enseñanza del Buda y no un sustituto de ella.
Junto con las cartas manuscritas, que fueron conservadas por el destinatario, se encontraron borradores de copias de algunas de las respuestas que fueron enviadas a Ñāṇavīra Thera. También se incluyen algunas cartas escritas a los principales partidarios de Ñāṇavīra Thera, el Sr. y la Sra. Perera. Los dos ensayos siguientes a las cartas fueron publicados: Nibbāna y Anattā y Sketch for a Proof of Rebirth, en forma abreviada. Al final también están los contenidos del libro del autor, Marginalia y una colección de varios artículos descubiertos después de la muerte de su autor (notas, traducciones, etcétera).

### Escritos posteriores,Borrar el camino(1960–1965)
En 1963, Ñāṇavīra Thera completó un libro llamado Notes on Dhamma (1960-1963), que fue publicado en privado por el Honorable Lionel Samaratunga en el mismo año (con 250 copias). Tras la producción de ese volumen, el autor modificó y aumentó el texto, dejando a su muerte una mecanografiación ampliada, indicada por la expansión titular de sus fechas (1960-1965). Las notas sobre Dhamma han sido descritas como "arrogantes, mordaz y condescendientes", como "un sistema fantástico", y como "el libro más importante que se ha escrito en este siglo". El propio Ñāṇavīra Thera comentó del libro que "es vanidoso esperar que vaya a ganar la aprobación general... pero me permito esperar que algunos individuos... tendrán transformaciones privadas de su forma de pensar como resultado de su lectura".
La influencia de Notes on Dhamma en los pensadores budistas sigue aumentando después de décadas de su publicación. Este libro ha despertado un interés extremo y controversia. Las Notas "intentan proporcionar una base intelectual para la comprensión de las Suttas sin abandonar saddhā (fe)", que "han sido escritas con el propósito de limpiar una masa de materia muerta que está asfixiando a los Suttas" y que, sobre todo, "están diseñadas para ser una invitación al lector a venir a compartir el punto de vista del autor". Las Notas suponen que el único interés del lector en los Pali Suttas es una preocupación por su propio bienestar. Sin embargo, con sus dificultades intelectuales y conceptuales admitidas, estas notas, según su autor, no son la única manera de debatir la visión correcta u ofrecer orientación de visión correcta.

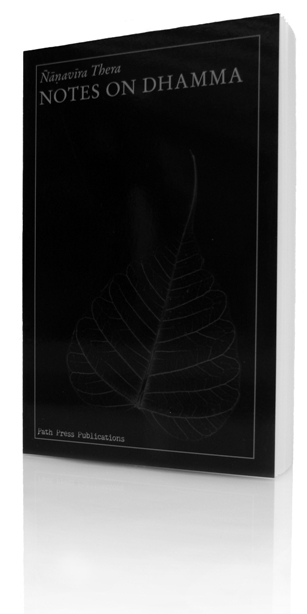
Una nueva edición de Notes on Dhamma restaurada del manuscrito original en 2009.

Las Cartas, por otro lado, son una selección de 150 cartas escritas por Ñāṇavīra Thera desde su kuti en la Reserva Forestal de Bundala a lectores locales y extranjeros de las Notas que habían pedido explicaciones y aclaraciones. Algunos son ensayos finamente disfrazados en un modismo totalmente moderno. Las cartas que se recopilan y publican en Borrar el camino no son sólo una especie de comentario sobre las Notas, son, independientemente, una discusión lúcida sobre cómo un individuo preocupado fundamentalmente por la auto-divulgación se ocupa del dilema de encontrarse en una situación intolerable, donde la alternativa menos indeseable es el suicidio.
Con apertura, calma y considerable ingenio, Ñāṇavīra Thera discute con sus corresponsales (incluyendo a su médico, un juez, un empresario provincial, un abogado, un diplomático británico y otro ciudadano británico) las enfermedades que lo aquejan y lo que puede y no puede hacer al respecto, y sobre su propia existencia. Su vida como monje budista en una remota morada selvática no es incidental a la filosofía que expone: los dos son aspectos diferentes de lo mismo, a saber, una visión que penetra en la situación humana tanto como universal como de manera particular, y reconoce que es esta situación la que corresponde a cada uno resolver por sí mismo. Al presentar este punto de vista, Ñāṇavīra Thera ofrece una exposición contemporánea de la enseñanza del Buda. Al vivir este punto de vista evoca una situación dramática en la que un individuo se enfrenta decididamente a esas preguntas que toda persona lúcida debe enfrentar eventualmente. Las letras están en lenguaje, modismo y citas de una galaxia de pensadores como Camus, Heidegger, Kierkegaard, Sartre y Kafka. Aunque familiar para un lector occidental, puede ser incomprensible en parte para cualquier persona sin tales antecedentes.
La mayor parte del trabajo editorial relacionado con los escritos de Ñāṇavīra Thera fue realizado por Sāmanera Bodhesako (Robert Smith), quien murió en Katmandú en 1988. Durante los últimos años de su vida en Sri Lanka, Bodhesako fundó Path Press, que publicó Clearing the Path: Writings of Ñāṇavīra Thera (1960–1965). También trabajó como editor para la Sociedad budista de publicaciones en Kandy, que publicó The Tragic, The Comic & The Personal: Selected Letters of Ñāṇavīra Thera (Rueda 339/341) en 1987. El profesor Forrest Williams, de la Universidad de Colorado, también participó como coeditor de Clearing the Path. Ahora está fuera de imprenta. El Centro Cultural Budista decidió publicarlo en sus dos partes constitutivas, Notas sobre Dhamma y Cartas.

### Correspondencia
Las cartas de Nanavira que están disponibles fueron:
- Venerable Kheminda Thera - 1964,
- Venerable Ñānamoli - 1945-1960,
- Hermana Vajirā - 1961–1962,
- Sr. N. Q. Dias - 1962,
- Sra. Irene Quittner - 1964,
- Sr. Wijerama - 1964,
- Dr. M. R. de Silva - 1961-1964,
- Sr. R. G. de S. Wettimuny - 1962,
- El Honorable Lionel Samaratunga - 1963-1965,
- Sr. Ananda Pereira - 1964–1965,
- Sr. Robert Brady - 1964-1965,
- Sr. G. - 1964.

## Paṭiccasamuppāda
Según Nanavira Thera, Paṭiccasamuppāda no se refiere a una cadena de acontecimientos.
Bhikkhu Bodhi había criticado a Ñāṇavīra en un examen crítico de Una nota sobre Paṭiccasamuppāda, de Ñāṇavīra Thera. Algunos puntos hechos por los críticos de Nanavira Thera incluyen:[cita requerida]
- La originación dependiente consiste en mostrar el origen causal del sufrimiento. Este sufrimiento es a lo largo de las suttas equiparadas con la existencia saḥsāric y, por lo tanto, el renacimiento.
- Hay dos suttas que dan ejemplos de la vida real de origen dependiente, DN 15 y MN 38. Ambas suttas hablan de conciencia o de una gandhabba que entra en el útero de la madre como condición para que el embrión se desarrolle.
- El renacimiento (jāti) siempre se define como nacimiento físico (por ejemplo, en la SN 12.2), y nunca se utiliza como metáfora. Lo mismo ocurre con la vejez y la muerte.
- Los tres primeros eslabones de origen dependiente son avijjā (delirio), saḥkhāra (actividades de voluntad) y viññāṇa (conciencia). Si estos tres sólo abarcasen una sola vida, entonces la conciencia cesaría tan pronto como cesara la ignorancia, es decir, el arahant perdería el conocimiento tan pronto como llegara al despertar. Se sabe por las suttas que esto no es lo que sucede.
- La segunda noble verdad dice que es el antojo lo que conduce al renacimiento, que es fuente de sufrimiento. A veces toda la secuencia de origen dependiente se utiliza en su lugar para ilustrar la segunda verdad noble. Esto significa que la originación dependiente también debe incluir el renacimiento.
- Varias de las suttas en el Nidāna-saḥyutta (los discursos conectados que tratan con la originación dependiente) utilizan vocabulario que se refiere al renacimiento, tales como: SN 12.19 (kāyassa bhedā kāyūpago hoti, "cuando el cuerpo se rompe, va a un cuerpo"); SN 12.38 (tasmiḥ patiṭṭhite viññāṇe virūḷhe āyatiḥ punabbhavābhinibbatti hoti, "cuando esa conciencia se ha establecido y ha llegado al crecimiento, hay una existencia renovada en el futuro"); SN 12.59 (viññāṇassa avakkanti hoti, "la conciencia desciende"; esta es una manera común de expresar el renacimiento en el Nidāna-saḥyutta y en otros lugares); y muchos otros.
- No hay pruebas de que ninguna de las primeras escuelas del budismo entendiera el origen dependiente en relación con una sola vida.
- Toda la tradición comentada de Pali interpreta la originación dependiente como que abarca toda la vida.
- A veces se interpreta un pasaje en el Paṭiccasamuppādavibhaḥga del Abhidhamma para referirse a una sola vida. Incluso si esto es correcto, lo cual es cuestionable, se dice específicamente que se relaciona sólo con el Abhidhamma y no con las suttas.

Sin embargo, Buddhadasa adoptó la misma postura sobre Paṭiccasamuppāda, y múltiples eruditos han observado inconsistencias en el Paṭiccasamuppāda, concluyendo que es un compuesto de varias listas más antiguas, que fueron reinterpretadas como que apuntan al renacimiento.